# Bachia bresslaui
Espèce
Synonymes
- Apatelus bresslaui Amaral, 1935

Statut de conservation UICN

 VU A2c : Vulnérable
Bachia bresslaui est une espèce de sauriens de la famille des Gymnophthalmidae.

## Répartition
Cette espèce se rencontre dans le district fédéral  et les États du Mato Grosso, du Mato Grosso do Sul, de São Paulo, de Bahia au Brésil et dans le département d'Amambay au Paraguay.

## Étymologie
Cette espèce est nommée en l'honneur d'Ernst Ludwig Bresslau.

## Publication originale
- Amaral, 1935 : Estudos sobre lacertilios neotropicos II. Novo genero e especie de lagarto do Brasil. Memórias do Instituto Butantan, vol. 9, p. 249-250.